# Herrschaft Neudek

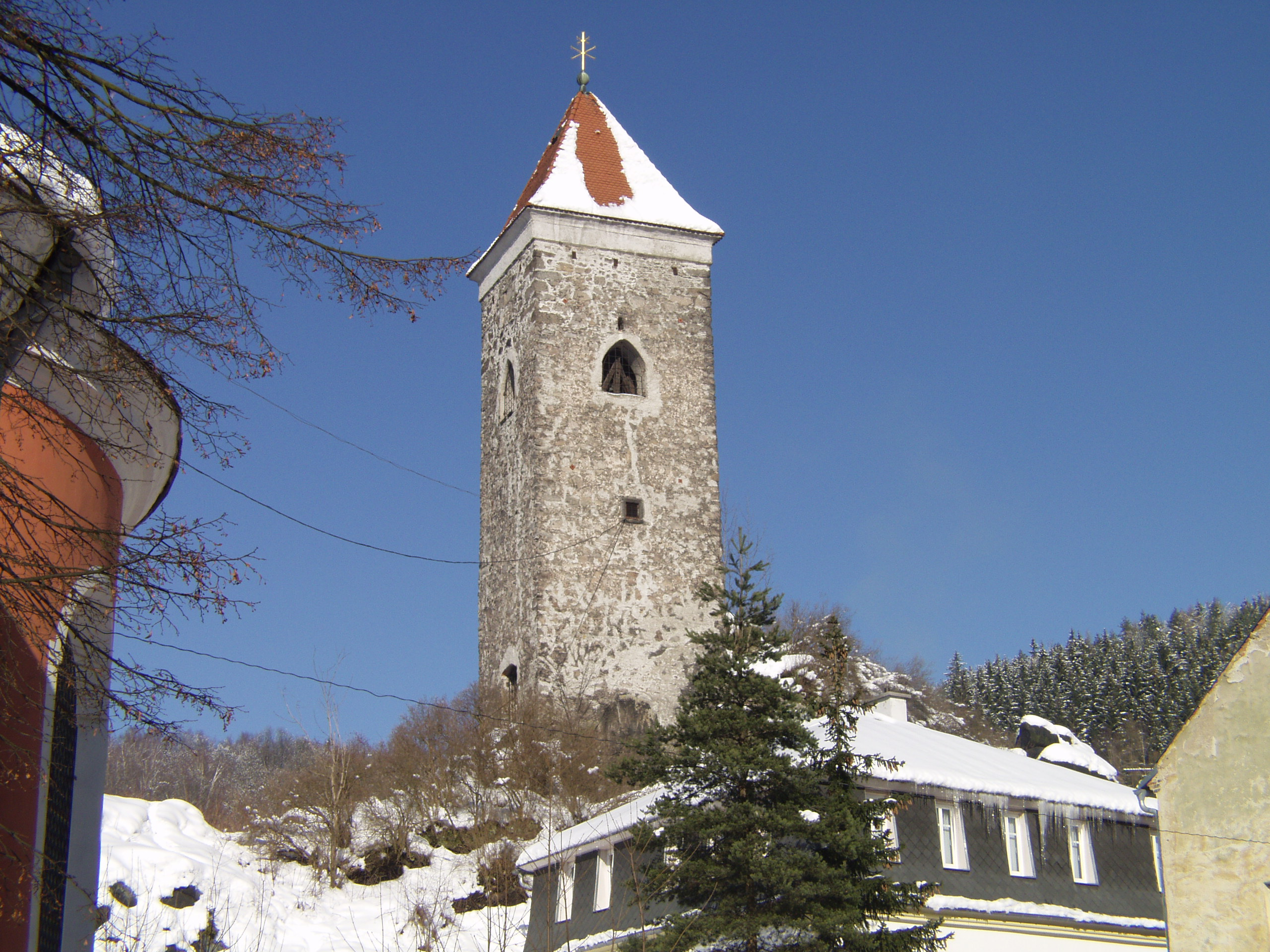
Turm der Burg Neudek

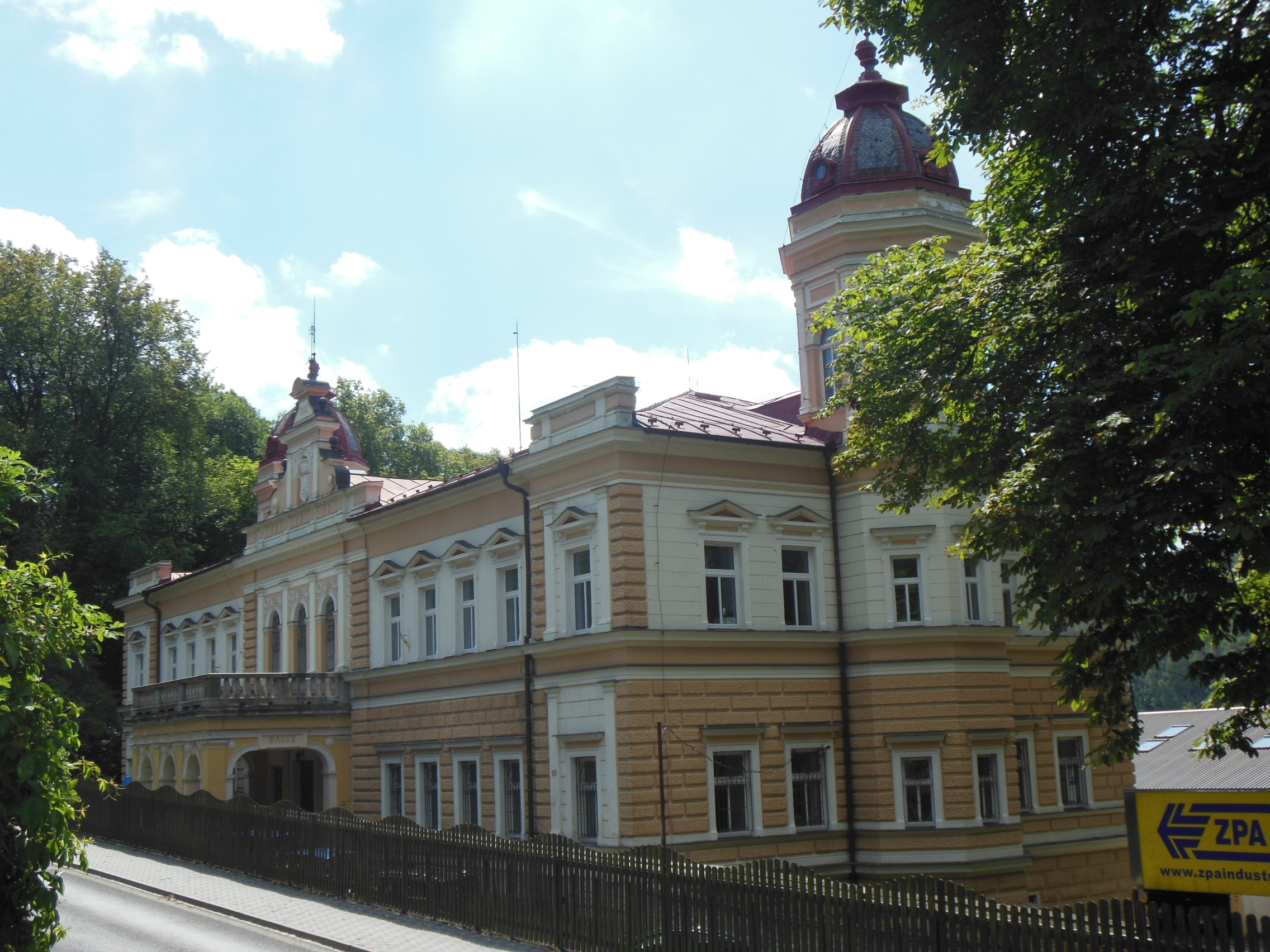
Neues Schloss in Neudek

Die Herrschaft Neudek (tschechisch Nejdek) war eine Herrschaft im Elbogener Kreis in Böhmen, die seit dem Mittelalter bestand. 1849 erfolgte die Aufhebung der Erbuntertänigkeit und Patrimonialgerichtsbarkeit und die Bildung der Gerichtsbezirke.

## Lage
Die Herrschaft lag im nördlichen Teil des Elbogener Kreises. Sie grenzte im Norden an das sächsische Amt Schwarzenberg, im Nordosten an das k. k. Montan-Gut St. Joachimsthal (Jáchymov), im Osten an die Herrschaft Schlackenwerth (Ostrov nad Ohří), im Südosten an das Gut Tüppelsgrün (Děpoltovice), im Süden an die Herrschaft Elbogen (Loket) und im Westen an die Herrschaft Heinrichsgrün (Jindřichovice).

## Geschichte
Das Gebiet, das reich an Zinnvorkommen war, wurde von oberfränkischen Zinnseifnern besiedelt, die sich ab Ende des 13. Jahrhunderts unterhalb einer Wehrburg niederließen, aus der sich der Bergflecken Neudek entwickelte. Seit dem 14. Jahrhundert war die Herrschaft Besitz der königlichen Kammer. Zuvor gehörte das bis dahin unbesiedelte Territorium dem Stift Tepl. 1313 belehnte König Johann von Böhmen Johann Maleczek damit. 1341 fiel das Lehen samt Thierbach und Hermannsgrün mit allen Freiheiten und Gerechtigkeitein an Ritter Peter Plick von Plickenstein und seine Nachkommenschaft, mit der Erlaubnis auf diesen Gütern das Halsgericht auszuüben. 1410 veräußerte Heinrich Plick die Herrschaft an seinen Schwager, den Egerer Patrizier Hans Forster. Im Kaufvertrag wird Neudek bereits als Städtlein bezeichnet. 1457 belehnte König Georg von Podiebrad Graf Mathias Schlick mit der Herrschaft, welche bis Ende des 16. Jahrhunderts bei seinen Erben verblieb. Die Schlick verliehen Neudek ein eigenes Wappen, förderten den Bergbau und verhalfen dem Ort zur Blüte. Zudem hielt in ihrem Herrschaftsgebiet die Reformation Einzug. 1602 folgte als Besitzer Friedrich Colonna Freiherr von Fels, der Neudek samt Engelhaus erworben hatte. Im gleichen Jahr erhielt Neudek die städtischen Privilegien. 
Nach der Schlacht am Weißen Berge wurde die Herrschaft, die zuletzt Anna Barbara Colonna von Fels und ihre Söhne in Besitz hatten, von der königlichen Kammer konfisziert. Laut Reformationspatent hatten alle Lutheraner das Land zu verlassen. Ein Teil der Bevölkerung exilierte nach Kursachsen. Die Liegenschaft gelangte 1633 zusammen mit einer Vielzahl anderer – darunter: Engelhaus, Gießhübel, Hartenstein, Buchau, Scheles, Pladen, Petersburg, Zleb, Kost und Schmiedeberg in Schlesien – an den Grafen Hermann Czernin von Chudenitz. 1634 fiel der in schwedischen Diensten stehende Rittmeister Friedrich Kropp mit seiner Kompanie in Neudek ein, plünderte die Stadt aus und nahm den Hauptmann gefangen. Die Bevölkerung floh größtenteils in die Wälder. Laut Testament bestimmte Graf Hermann Czernin von Chudenitz als seinen Erben, den Enkel seines Bruders Graf Humprecht Czernin von Chudenitz. Er ließ in Neudek ein neues herrschaftliches Schloss erbauen und das nach ihm benannte Humprechtsfeld anlegen. 1651 sind die Untertanen erstmals umfassend in der Seelenliste des Elbogener Kreises aufgeführt.
Im Nordböhmischen Bauernaufstand von 1680, der auch auf das Neudeker Herrschaftsgebiet übergriff, forderten die von Roboten und Zehenten überbürdeten Leibeigenen von der Herrschaft mehr Freiheiten. Graf Humprecht Czernin von Chudenitz bat in diesem Fall das Militär um Hilfe, das in Neudek einzog. Die Aufständischen flohen bewaffnet in das Gebirge, von wo aus sie jegliche Unterwerfung verweigerten. Nach der Niederschlagung wurden die Rädelsführer von dem kaiserlichen General Harant aufgegriffen, nach Neudek geschleppt und auf dem Galgenberg hingerichtet. Neudek hatte bis auf weiteres alle Privilegien verloren, wie auch die städtischen Einwohner ihren Bürgerstand. In einem Schreiben baten die Untertanen den Grafen demütig um Verzeihung, mit der Bitte, die auf eine Dorfgemeinde degradierte Stadt wieder in ihre Rechte einzusetzen, wie auch die Todesurteile in Strafarbeit umzuwandeln. Die letzte Hinrichtung wegen Raub und Grabschändung fand 1708 statt. Die Grafen Czernin traten 1734 aus finanziellen Gründen Neudek, Gießhübel und Engelhaus an Graf Adam von Hartig ab. Im Siebenjährigen Krieg fielen die Preußen in das Gebiet ein.
Während der großen Hungersnot und Pestepidemie in den Jahren 1771 bis 1772 waren im Pfarrsprengel viele Opfer zu beklagen. Laut einem Aktenstück, das dem Kaiser 1771 in Wien übergeben wurde, mangelte es in der Herrschaft Neudek wie auch anderenorts im Elbogener Kreis an Getreide. Ein Teil der Bevölkerung lebe vom Spitzenklöppeln, die anderen von Betteln. Die Gebirgsbewohner pflegen im Sommer in den kursächsischen Wäldern Holz zu fällen, während deren Frauen und Kinder zu Hause Spitzen klöppeln. Der Verdienst reiche nicht für das tägliche Brot. Erwachsene und Kinder essen auf den Wiesen Gras wie Vieh, oder nehmen abgebrühtes Heu zu sich. Auf den Dörfern lägen die Leichen unbestattet umher. 1772 spendete Kaiserin Maria Theresia den Bedürftigen 400 fl. Die Einführung des Kartoffelbaues konnte die Situation etwas verbessern.
1781 wurde unter Kaiser Joseph II. die Leibeigenschaft abgeschafft. Es war nun möglich, die Grundherrschaft zu verlassen, Familien zu gründen und sich andere Verdienstmöglichkeiten zu suchen. Wegen Überschuldung verkaufte Graf Ludwig von Hartig die Herrschaft Neudek, samt Gießhübel, Schöberitz und Priesnitz 1799 an Graf Johann Joseph von Stiebar. Der erste nicht adlige Besitzer der Herrschaft war der Großhändler Anton Waagner aus Leitmeritz, der Neudek 1810 erwarb. 1828 folgte Jakob Veith und seine Tochter Anna, die mit Heinrich Freiherr von Kleist verheiratet war. 1832 umfasste die Herrschaft ein schutzuntertäniges Städtchen, 15 Dörfer mit 1.610 Häusern und 10.288 Einwohnern, die zum Teil in der Landwirtschaft bzw. Viehzucht, im Spitzenklöppeln oder in den dortigen Blech- und Eisenwerken beschäftigt waren. In der Herrschaft nahe Neudek befanden sich ein Hochofen, zwei Stab- und zwei Blechhämmer, ein Verzinnhaus, drei Mahlmühlen, eine Papiermühle, vier Drahtmühlen und eine Spitzenfabrik.
Nach der Revolution 1848/1849 wurde im Kaisertum Österreich die Erbuntertänigkeit und die Patrimonialgerichtsbarkeit aufgehoben und der Gerichtsbezirk Neudek gebildet. Die Grundherren waren somit nur noch Grundbesitzer. Jeder Bürger konnte sich durch die Zahlung eines Betrages von der verpflichteten Leistung der Herrschaft gegenüber befreien. Eine Kommission, die im April 1851 in Neudek ihre Arbeit aufnahm, hatte zur Aufgabe, Entschädigungsverhandlungen mit der Stadt und den Dörfern durchzuführen. Gräfin Anna von der Asseburg, geb. von Kleist, veräußerte den Besitz nebst Tüppelsgrün und Oberchodau 1881 an Freiherrn Moritz von Königswarter. 1908 gelangte das Territorium an den böhmischen Religionsfond und mit der Auflösung der k. k. Monarchie 1918 an die Tschechoslowakische Republik.

## Zugehörige Orte
- Neudek (Nejdek)
- Thierbach (Suchá)
- Mühlberg (Lesík)
- Ödt (Poušť)
- Bernau (Bernov)
- Eibenberg (Tisová)
- Ullersloh (Oldřichov)
- Hohenstollen (Vysoká Štola)
- Trinksaifen (Rudné)
- Hochofen (Vysoká Pec u Nejdku)
- Neuhammer (Nové Hamry)
- Hirschenstand (Jelení)
- Neuhaus (Chaloupky)
- Sauersack (Rolava)
- Kammersgrün (Lužec u Nejdeku)
- Voigtsgrün (Fojtov)

## Hauptmänner
- Absolon Neustein (1563)
- Hans Puffler (1599)
- Erasmus Zettel (1603–1606)
- Georg Fleißner (1607)
- Thomas Mennig (1616)
- Sebastian von Thein (1617–1621)
- Georg Albrecht Mulz von Walda (1624)
- Leonhard Zehrer von Ramsenthal (1628–1632)
- Georg Putz (1634–1635)
- Peter Zettel (1640)
- Balthasar Siegel (1643–1662)
- Johann Schopff (1662–1665)

## Amtsverwalter
- Erasmus Zettel (1600–1602)
- Hans Rappolt (1602)
- Lorenz Leibold (1648)
- Peter Müller (1669–1677)
- Paul Amand Müller (1678–1688)
- Georg Adam Grimm (1716)
- Jaroslaw Franz Mickowetz (1719–1725)
- Franz Nicolaus Switackh (1726–1732)